# Yakubu Aiyegbeni
Yakubu Aiyegbeni, né le 22 novembre 1982 à Benin City, est un footballeur international nigérian qui évolue au poste d'attaquant.

## Biographie
Très jeune, il est détecté par le  Sporting de Charleroi  et en rejoint le centre de formation. Après sept buts marqués en seulement huit matchs de Ligue des Champions, il est transféré au club anglais de Leeds United. Il est ensuite vendu à Reading. Lors du mercato d'été 2007 il signe en faveur du club anglais d'Everton FC pour un transfert estimé à 38,6 millions d'euros.
Yak' prend part à la CAN 2008, ce qui le fit mettre sur le banc par David Moyes. Néanmoins, son doublé contre Newcastle dans une victoire 3-1 lors de la dernière journée du championnat de 2007-2008 aide Everton à sécuriser sa 5e place et ainsi participer à la Coupe UEFA. Il finit sa première saison avec 28 buts en Premier League, soit 39 toutes compétitions confondues. Il est le seul joueur africain à avoir réussi cette performance en Angleterre. Il fut le également premier joueur d'Everton à marquer plus de 20 buts en une saison depuis Peter Beardsley.
Yakubu marque son 100e but en Angleterre lors d'un match contre West Bromwich Albion lors de la saison 2008-2009.
En 2012, il s'exile en Belgique et signe pour trois saisons au Sporting de Charleroi, son club formateur pour un transfert évalué à 1,4 million d'euros.
Libre après une expérience au Qatar, il effectue son retour en Angleterre en rejoignant le club de West Ham United, alors en Championship, le 2 février 2015.
Il est le beau-fils du footballeur Kadiri Ikhana.

## Palmarès
- Troisième de la Coupe d'Afrique des nations en 2002, 2004 et 2010 avec l'équipe du Nigeria.